# 翼州 (金朝)
翼州，中国金朝时设置的州。
翼州原是晋安府（绛州）翼城县，金宣宗兴定四年（1220年）金朝升翼城县置翼州，治所在翼城县（今山西省临汾市翼城县）。下辖翼城县、垣曲县（今山西省运城市垣曲县）、绛县（今山西省运城市绛县）万荣县等地。为刺史州，元光元年（1222年）升为翼安军节度使。同年被蒙古帝国占领，元朝初年复降翼州为翼城县。